# Zondag Hoofdklasse B
De Zondag Hoofdklasse B was een van de drie (later twee) zondag-Hoofdklassen in het Nederlands amateurvoetbal. Met ingang van het seizoen 2022/23 is de naamgeving voor de Hoofdklassen veranderd naar Vierde Divisie.

## Geschiedenis
De hoofdklasse voor zondagamateurs bestaat sinds het seizoen 1974/75 toen de klasse met drie competities (A, B en C) boven de zes eerste klassen als hoogste amateurniveau werd ingevoerd. Vanaf het seizoen 1996/97 zijn de namen van de Hoofdklasse B en C omgewisseld zodat de noordoostelijke clubs in de Hoofdklasse C spelen en de Zuidelijke clubs in de Hoofdklasse B, dit in analogie met de hoofdklassen in het zaterdag die in dat seizoen zijn ingevoerd. Vanaf het seizoen 2016/17 is de Hoofdklasse C komen ter vervallen en waren er twee zaterdag Hoofdklassen, grofweg verdeeld in Noordwest (Hoofdklasse A) en Zuidoost (Hoofdklasse B). Vanaf het seizoen 2022/23 is de naamgeving voor dit niveau veranderd naar Vierde Divisie.

## Kampioenen
Met zes titels is VV Geldrop recordkampioen in deze competitie, VV Baronie volgt met vijf titels.
N.B.: Tot 1996 was dit de zondag Hoofdklasse C. In 1996 werd de naam gewijzigd naar de zondag Hoofdklasse B.

## Trivia
- In het seizoen 2007/08 speelde OJC Rosmalen zestien keer gelijk. Dit is een record in deze klasse.

Vanaf 2016 staan alle competities op 1 pagina.